# Bernard F. Burke
Pour les articles homonymes, voir Burke.
Bernard Flood Burke, né le 7 juin 1928 et mort le 5 août 2018, est un astronome américain. Il a co-découvert les émissions radio de Jupiter et a fait partie de l'équipe qui a découvert le premier anneau d'Einstein en 1988.

## Jeunesse
Burke est né le 7 juin 1928 à Brighton. Il a deux sœurs, Sarah (Sally) Berenson et Clare Malloy.
Il va à la Lexington High School. Burke étudie en physique au Massachusetts Institute of Technology (MIT). Il obtient son diplôme en 1950, avant de poursuivre un doctorat en physique. Il obtient son diplôme du MIT en 1953,. 

## Carrière
De 1953 à 1965, il est employé par la Carnegie Institution de Washington pour mener des recherches en radioastronomie, où il dirige également la section de radioastronomie de 1962 à 1965. Burke devient membre du corps professoral du département de physique du MIT, puis professeur d'astrophysique de William AM Burden, émérite,. Il est chercheur principal à l'institut Kavli pour l'astrophysique et la recherche spatiale au MIT.
Il siège au comité consultatif d'astronomie de la National Science Foundation de 1958 à 1963 et au comité de visite de l'observatoire national de radioastronomie en 1958-1962. Il est administrateur de Associated Universities, Inc. entre 1972 et 1990. Il est également membre des groupes de travail sur les systèmes planétaires et du groupe de travail  scientifique vers d'autres systèmes planétaires, et il fait partie de conseils et comités consultatifs pour le Conseil national de la recherche, l'Académie nationale des sciences, le National Science Board, le télescope Keck, la Comité des études navales et Conseil des sciences spatiales. 
Il est conseiller, puis président de l'Union américaine d'astronomie en 1971-1974 et 1986-1988. Il est membre du comité consultatif d'astronomie de la National Science Foundation en 1958-1963,. 

## Recherche

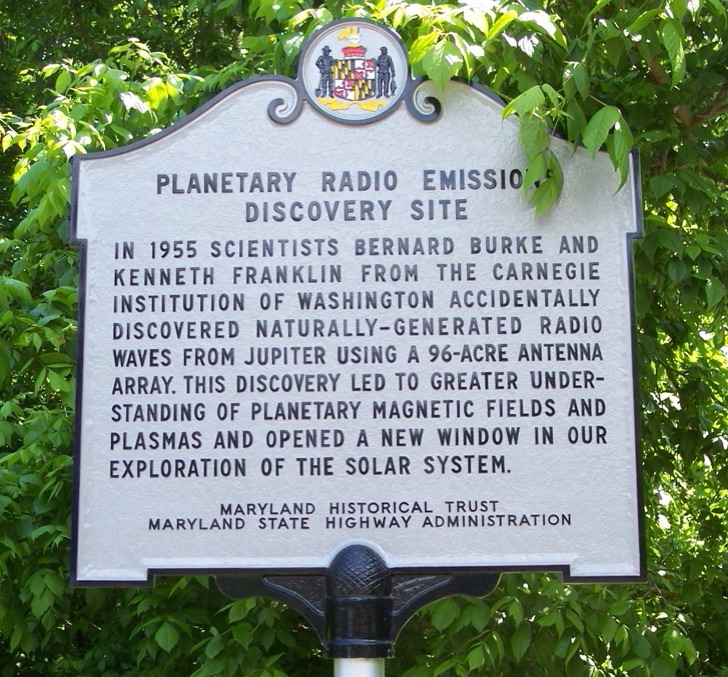
Marqueur historique en bordure de route le long de River Road, près de l'ancien observatoire Seneca, qui détaille une découverte conjointe de Bernard Flood Burke.

Burke et Kenneth Franklin découvrent les émissions radio décamétriques de Jupiter en 1955 à l’aide du Mills Cross Array, alors qu’ils essayent d’observer la nébuleuse du Crabe. Il recherche des lentilles gravitationnelles, et fait partie d'une équipe de 6 personnes qui découvrent le premier anneau d'Einstein en 1988,. 
Il étudie également les exoplanètes et travaille sur le VLBI au sol et dans l'espace. 
Il coécrit avec Francis Graham Smith Introduction to Radio Astronomy, un manuel réédité trois fois.
Jansky Lecturer de cours[Quoi ?] au National Radio Astronomy Observatory (NRAO), 1998,. Il fait don de ses papiers, quelque 5 mètres en taille, aux archives de la NRAO en juillet-septembre 2011. 

## Vie privée
Il passe du temps à faire de la randonnée dans les montagnes Blanches et les montagnes Rocheuses et à naviguer dans Marblehead. Il apprécie également les échecs. 
Il est marié à Jane Pann Burke, puis à Elizabeth (Betsy) Platt. Il a une fille, Elizabeth Kahn, et trois fils, Mark, Geoffrey et Matthew. Il a 8 petits-enfants et 1 arrière-petit-enfant au moment de son décès. Il est décédé le 5 août 2018. 

## Reconnaissance
En 1963, Burke reçoit le prix Helen B. Warner pour l'astronomie. Il est également membre de plusieurs sociétés académiques et honoraires, notamment l'Union américaine d'astronomie, la Société américaine de physique, l'Union astronomique internationale, l'Académie américaine des arts et des sciences et l'Académie américaine pour le progrès de la science. En 1970, Burke est élu à l'Académie nationale des sciences,.